# Epigrafia medievale
L'epigrafia medievale studia le iscrizioni in latino, greco o lingue volgari (talvolta anche in ebraico, arabo o in alfabeto runico) nel periodo che va dalla fine del VI sec. alla fine del XV sec.; non va confusa con l'epigrafia cristiana, che si concentra solo sulle testimonianze epigrafiche cristiane della tarda antichità (III-VI sec.); epigrafia cristiana ed epigrafia medievale sono due discipline complementari: non esiste un preciso termine cronologico tra la fase paleocristiana e la fase medievale della produzione epigrafica, e proprio per questo nel mondo anglosassone l'espressione "Early-Christian inscriptions" comprende tutte le testimonianze epigrafiche del periodo che va dal III al XII sec.. 

## Raccolte epigrafiche
Per il periodo medievale l'opera di raccolta delle iscrizioni, base essenziale per la costituzione di una disciplina epigrafica, ha preso piede per la prima volta in Germania e Austria (da dove nell'Ottocento era partito il progetto del Corpus Inscriptionum Latinarum) a partire dagli anni Trenta del XX secolo. Successivamente sono state realizzate raccolte epigrafiche aventi come oggetto la produzione medievale in Francia, Spagna, Inghilterra, tutte ancora in via di lavorazione. Per l'Italia è in corso il censimento delle iscrizioni che datano dal VI al XII secolo, includendovi tutti i materiali epigrafici con la sola esclusione di monete e sigilli. L'epigrafia medievale utilizza, come strumenti di indagine, l'archeologia, la paleografia, la critica testuale. Oggetto delle indagini sono tutti i manufatti che recano testo destinato a lettura plurima, ossia da parte di più utenti in un medesimo momento, e realizzato su materiali destinati a durare a lungo nel tempo.